# Lucrecia (Artemisia Gentileschi, Potsdam)
Tarquino y Lucrecia es una pintura al óleo sobre lienzo de Artemisia Gentileschi, pintada entre 1645 y 1650. Se encuentra en el Gran Salón del Neues Palais de Potsdam. Es uno de los tres cuadros que Gentileschi pintó de Lucrecia, la esposa del cónsul y general romano Tarquino, en el momento de su suicidio. Las otras dos versiones se encuentran en una colección privada de Milán (pintada unos años antes de la versión del Getty) y en el Museo J. Paul Getty de Los Ángeles.

## Tema de la obra
Lucrecia fue una antigua heroína romana, conocida por su belleza y modestia. Según la leyenda documentada por Tito Livio en su Historia de Roma, su marido Lucio Tarquinio Colatino la aclamó como una mujer muy virtuosa. Fue violada por el noble romano Sexto Tarquinio, pariente de su marido, quien la amenazó con asesinarla y humillar públicamente su cadáver si se resistía. Ante el riesgo de difamación, ella cedió, pero luego denunció la agresión a su marido y a su padre antes de quitarse la vida. Al hacerlo, conservó su honor y virtud (según las creencias romanas). Su suicidio provocó una rebelión que derribó la monarquía etrusca y marcó el comienzo de la República romana.

## Descripción
A pesar de la violencia de la escena, el episodio de Lucrecia y Tarquino fue popular en la pintura renacentista, manierista y barroca, a menudo representado de forma erótica para un público predominantemente masculino.
Al igual que otras versiones contemporáneas, la obra de Gentileschi se inspira en la representación de Tiziano de 1571 y que se hizo famosa en toda Europa gracias a los grabados de Cornelis Cort. La artista capta el momento en que Tarquino se abalanza sobre Lucrecia, desnuda e indefensa, amenazándola daga en mano, mientras un sirviente negro alza los cortinajes de la cama, revelando la escena al espectador. La presencia del sirviente ya fue añadida por Tiziano, como un joven de piel bronceada al fondo que se asoma tras las cortinas; Artemisia sin embargo, pone al esclavo en primer plano y lo representa como un africano.
Varios críticos han subrayado una cierta inferioridad de la obra respecto a las otras versiones pintadas por la artista: ha desaparecido el claroscuro caravagesco y la introspección psicológica da paso a una gran teatralidad. El uso del color es más parecido al de su padre Horacio y, en particular, al de su José y la esposa de Putifar, que Artemisia había podido estudiar en su etapa londinense.

## Procedencia
La pintura se registró por primera vez en la colección del Palazzo del Giardino en Parma en 1671 y permaneció allí hasta la década de 1730, en la colección de los duques de Farnesio, junto a otras dos pinturas de Gentileschi, Betsabé y Judit y su sirvienta. En la década de 1730, Carlos de Borbón, duque de Parma, heredó la colección Farnesio y la envió al recién construido Palacio de Capodimonte en Nápoles. Dos de las pinturas, Tarquino y Lucrecia y Betsabé, fueron adquiridas por Federico el Grande para su Neues Palais en Potsdam en la década de 1750. Judith no fue enviada junto con los demás, ya que representaba a una mujer triunfando sobre un hombre, lo que no encajaba con el tema de la Obere Galerie planeada en Potsdam.